# سلفادور كارو كابريرا
سلفادور كارو كابريرا (بالإسبانية: Salvador Caro Cabrera)‏ هو سياسي مكسيكي، ولد في 21 نوفمبر 1970 في غوادالاخارا في المكسيك. حزبياً، نشط في Labor Party (Mexico) ‏. وقد انتخب عضو مجلس النواب المكسيك.